# 南河 (新竹縣)
南河，是臺灣新竹縣橫山鄉的一個傳統地域名稱，位於該鄉東部。相較於今日行政區，其範圍大致包括力行村東南半部不含東北端凸出部分、內灣村西部中段。
知名的內灣老街在本地區東南端。

## 歷史
台灣清治末期至日治初期，南河地區為一街庄，稱為「南河庄」，隸屬於竹北一堡。該庄北與八十份庄為鄰，東邊及南邊東段與蕃地為鄰，南邊西段隔油羅溪與油羅庄為界，西邊一小段與大肚庄為界，西北邊為十份藔庄。
1901年（日治明治三十四年）11月，全台廢縣廳改設二十廳，該庄隸屬於新竹廳。1909年（明治四十二年）10月，合併二十廳為十二廳，該庄隸屬不變。1920年（大正九年），廢十二廳改設五州二廳，該庄改制為「南河」大字，隸屬於新竹州竹東郡橫山庄。
戰後橫山庄改制為橫山鄉，隸屬於新竹縣，大字亦改制為村。1950年桃、竹、苗分治，橫山鄉隸屬不變。

## 交通
台鐵內灣線是新竹至內灣的鐡路，其東側端點內灣車站位於南河地區東南端邊界處的內灣聚落，屬乙種簡易站。該線另於本地區中部偏西設有富貴車站，屬招呼站。此兩車站均僅停靠區間車，由此等搭車向西可前往竹中車站轉乘至六家或新竹。
縣道120號（中山街一段～二段）是竹北下斗崙至尖石八五大橋的道路，也是頭前溪北岸主要的連絡道路，大致以西北—東南走向蜿蜒經過南河地區南部，向西北可前往橫山市區（九讚頭）、竹林交流道、六家北郊後於竹北下斗崙與省道台1線交會，向東南轉東北可前往尖石地區。
鄉道竹32線是南河至馬福的道路，其南側端點位於台鐵內灣線富貴車站附近的縣道120號路口，由此向東北出邊界後可前往八十分地區的馬福並止於鄉道竹30線路口。